# Nils Skoglund
Pour les articles homonymes, voir Skoglund.
Nils Skoglund est un plongeur suédois né le 15 août 1906 à Stockholm et mort le 1er janvier 1980 à Stockholm.

## Biographie
Nils Skoglund est médaillé d'argent en plongeon haut simple aux Jeux olympiques d'été de 1920 à Anvers.